# Bill Wilson's Gal
Bill Wilson's Gal (o Bill Wilson's Girl) è un cortometraggio muto del 1912 scritto e diretto da Rollin S. Sturgeon.

## Produzione
Il film fu prodotto dalla Vitagraph Company of America.

## Distribuzione
Distribuito dalla General Film Company, il film - un cortometraggio in una bobina - uscì nelle sale cinematografiche statunitensi il 25 settembre 1912.